# Escudo de la República Socialista Soviética de Abjasia
El emblema estatal de la República Socialista Soviética de Abjasia fue aprobado en 1925 cuando la República Socialista Soviética de Abjasia ratificó su constitución. El escudo de armas fue utilizado hasta 1931, cuando la República Socialista Soviética de Abjasia se convirtió en la República Socialista Soviética Autónoma de Abjasia.

## Historia

### Primera versión
El primer escudo de armas de la República Socialista Soviética de Abjasia era similar al escudo de armas de la República Socialista Federativa Soviética de Rusia. El escudo de armas contiene el lema "Trabajadores de todos los países, uníos" en ruso, rodeado por inscripciones rusas "Сов. Соц. Республика Абхазии" (en español: República Socialista Soviética de Abjasia).

### Segunda versión
El III Congreso de los Soviets de Abjasia, celebrado del 26 de marzo al 1 de abril de 1925, adoptó la Ley Básica de la República Socialista Soviética de Abjasia, en el que el escudo de armas estaba escrito en el artículo 115:
El emblema estatal de la República Socialista Soviética de Abjasia consiste en una imagen de una hoz de oro y un martillo contra el telón de fondo de un paisaje de Abjasia con una inscripción en idioma abjasio "R.S.S. de Abjasia". La parte superior muestra una estrella roja de cinco puntas en el sol. El escudo de armas está enmarcado por un adorno que representa una corona de maíz, tabaco y uvas, y está rodeado por un borde rojo con una inscripción en idioma abjasio: "¡Proletarios de todos los países, uníos!".

### Tercera versión
Este cambio fue fijado por una edición revisada de la Constitución de la República Socialista Soviética de Abjasia, adoptado en el Cuarto Congreso de los Soviets de Abjasia en marzo de 1927. El escudo de armas se describe en el artículo 101:
El emblema estatal de la República Socialista Soviética de Abjasia consiste en una imagen de una hoz y un martillo dorados contra el fondo del paisaje de Abjasia. La parte superior muestra una estrella roja de cinco puntas al sol. El escudo de armas está enmarcado por un adorno que representa una corona de maíz, tabaco y uvas y está rodeado por un borde rojo con una superposición en tres idiomas: abjasio, georgiano y ruso: "RSS de Abjasia" y "Trabajadores de todos los países, ¡uníos!

## Galería de escudos

Emblema de la República Socialista Soviética de Abjasia (1921-1925)
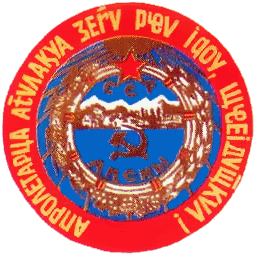
Emblema de la República Socialista Soviética de Abjasia (1925-1926)
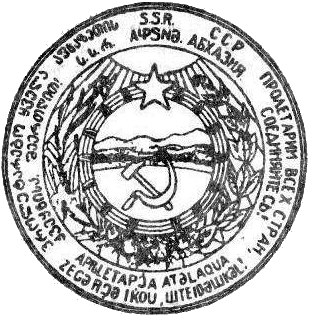
Emblema de la República Socialista Soviética de Abjasia (1926-1928)
Emblema de la República Socialista Soviética de Abjasia (1928-1931)

- Datos: Q5138584
- Multimedia: Emblem of the SSR Abkhazia / Q5138584